# Joseph Owades
Joseph Owades (* 9. Juli 1919 in New York, NY, USA; † 16. Dezember 2005 in Sonoma, Kalifornien) war ein US-amerikanischer Brauwissenschaftler. Ihm wird die Erfindung des Diät-Bieres zugeschrieben.

## Leben
Owades studierte zunächst an der Stadthochschule New York, er erhielt dann vom polytechnischen Institut Brooklyns einen Master und Doktortitel. Brauwesen studierte er am Fleischmann’s Yeast. Bei der Rheingold Brauerei in New York, wo er zum technischen Direktor und später zum Vizepräsidenten aufstieg, schaffte er es, die Stärke aus Bier zu entfernen. Diese Erfindung verringerte die Kohlenhydrate und den Energieinhalt des Bieres. 1967 wurde sein Diätbier mit dem Namen Gablinger’s eingeführt. Mit Zustimmung seines Chefs teilte er sein Verfahren einem Freund aus der Chikagoer Brauerei Meister Brau mit, die bald mit Meister Brau Lite herauskam. Die Miller-Brauerei kaufte den Brauprozess des Diätbieres 1970 von Meister Brau und hatte sensationellen Erfolg. Selbst wenn Gablinger’s keine eifrigen Abnehmer fand, wurde Owades als der Vater des Diätbieres angesehen. Er wurde ein internationaler Berater im Biergeschäft und arbeitete weiter an seinem Institut für Braustudien. Anfang der 1980er-Jahre zog er nach Boston.
Joseph Owades heiratete 1969 Ruth Markowitz, die Calyx & Corolla Luxury Bouquets gründete, die sich mittlerweile in Calyx Flowers umbenannt hat. Er hatte zwei Söhne.